# Gierzhagen
Gierzhagen ist ein Ortsteil der Gemeinde Windeck im nordrhein-westfälischen Rhein-Sieg-Kreis.

## Lage
Gierzhagen liegt auf den Hängen des Bergischen Landes im Siegtal. Nördlich erhebt sich der 270 Meter hohe Gierzhagener Berg und südlich fließt der Gierzhagener Bach, ein Nebenfluss der Sieg. Nachbarorte sind Mittel und Rommen im Norden und Rosbach im Süden. Die Bundesstraße 256 führt westlich am Ort vorbei.

## Geschichte
Gierzhagen wurde 1218 erstmals urkundlich erwähnt als de Gevarshain, 1289 als Gevrzhagen.
Das Dorf gehörte zum Kirchspiel Rosbach und zeitweise zur Bürgermeisterei Dattenfeld.
1830 hatte Gierzhagen 128 Einwohner.
1845 hatte der Weiler nur noch 88 Einwohner in 24 Häusern, davon 17 katholische und 71 evangelische. 1863 waren es 119 Personen. 1888 gab es 140 Bewohner in 25 Häusern.
1962 wohnten hier 173 und 1976 202 Personen.
Gierzhagen hat einen eigenen Friedhof.